# Foveolaria elliptica
Foveolaria elliptica är en mossdjursart som beskrevs av Busk 1884. Foveolaria elliptica ingår i släktet Foveolaria och familjen Foveolariidae. Inga underarter finns listade i Catalogue of Life.